# Арунаварман
Арунаварман (*д/н — 725) — магараджа Антарведі у 647—725 роках. Відомий також як Арунасва. В китайських джерелах відомий як Алуонашун

## Життєпис
Про походження обмаль відомостей, можливо походив з брагманів. Був міністром за панування Харши. Після смерті останнього у 647 році, оскільки той не залишив спадкоємців, держава розпалася. Арунаварман зумів захопити владу в Каннауджі, столиці за часів Харши. Тут прийняв титул магараджи, назвавши державу Антарведі.
Невдовзі прийняв танського посла Ван Сюаньце, який вирушив ще до смерті Харши. З невідомих причин (можливо той не визнав статусу нового правителя) між ними виникла сварка, внаслідок чого Ван Сюаньце втік до Тибету або Держави Лічхавів. 649 року за допомогою тибетців в області Тірабхуті завдав поразки Арунаварману, якого полонив. Про його подальшу долю китайські джерела не повідомляють.
Разом з тим є згадки, що Арунаварман боровся проти арабів. Але останні вдерлися до Сінда лише у 663 році, а підкорили той у 712 році. Тому ймовірніше, якщо навіть Арунаварман потрапив у полон, то він звільнився за викуп або за визнання зверхності Тибетської імперії (що найімовірніше) або імперії Тан.
Напевне саме на останні роки припадає боротьба з арабами, оскільки у 723 році сіндський валі Джунайд Абд ар-Рахман аль-Муррі почав вторгнення до Малви та Аванті, сусідів Анатрведі. У 725 або 728 році йому спадкував син або інший родич Яшоварман.